# Alkar (Šimunović)
Alkar je pripovijetka hrvatskog književnika Dinka Šimunovića (1873. - 1933.) objavljena u časopisu „Savremenik” 1908. godine u nastavcima.

## Radnja i likovi
Pripovjedni tekst smješten je u 19. stoljeće u Dalmatinskoj zagori, konkretno u selu Begluku i gradu Sinju. Središnja tema obrađuje složene ljubavne odnose između oca Rašice, sina Salka i djevojke Marte.
Radnja se odvija oko pripreme za tradicionalnu Sinjsku alku, gdje se sukob između oca i sina produbljuje jer obojica žele istu ženu. Marta na kraju bira Rašicu zbog njegove snage i autoriteta, što dovodi do Salkovog emocionalnog sloma i bijega iz sela. Pripovijetka istražuje teme ljubavi, tradicije i sukoba između generacija, prikazujući kako društvene norme mogu utjecati na osobne sudbine. Pripovijetka kulminira Salkovim povratkom kao čudnog alkara na mršavom, crnom konju, odjevenog u otrcanu odoru. Ovaj povratak simbolizira transformaciju u mitskog lutalicu koji je osvojio alku ali izgubio sve ostalo.
- Salko je prikazan kao mladić djetinjeg lica s obilnom i plavušastom kosom, a bez brkova, sa sjajnim velikim očima i dugim trepavicama. Autor ga svjesno feminizira, čineći ga nalik na prkosnu djevojku, što narušava tradicionalnu mušku paradigmu zajednice.[1]

- Rašica utjelovljuje ideal tradicionalnog junaka - harambaše i ratnika koji je svoje bogatstvo stekao u ratu protiv Turaka. Predstavlja autoritet i tradicijske vrijednosti zajednice kao otac obitelji i vođa zajednice.[2]

- Marta, najljepša djevojka u Begluku, dolazi iz siromašne obitelji. Njena majka Stana, nekad lijepa, nakon crnih ospica postala je stigmatizirana kao vještica.

## Simbolika alke
Tradicionalna Sinjska alka funkcionira kao test muškosti i društvenog statusa. U kontekstu priče predstavlja simbol borbe između tradicionalnih vrijednosti i individualnih osjećaja. 
Kroz opis alke Šimunović dokumentira kulturnu praksu koja nije samo povijesna tradicija i narodni običaj, već nešto puno dublje za Zagorane.

## Društveno-povijesni kontekst
Djelo je smješteno u razdoblje austro-ugarske vlasti nad Dalmacijom, kada je Dalmatinska zagora bila ruralno područje obilježeno siromaštvom. Epidemije poput crnih ospica redovito su pustošile krajeve - upravo bolest u priči služi kao okidač tragedije.
Postoje jasna ideološka načela koja privilegiraju muškost povezanu s djelatnim, junačkim i ratničkim statusom. Salkova androgina ljepota dovodi u pitanje tradicionalne rodne uloge, čineći ga marginalnim u zajednici koja cijeni ratničke vrline.